# Coquette (film, 1929)
Pour l’article homonyme, voir Coquette.
Pour plus de détails, voir Fiche technique et Distribution.

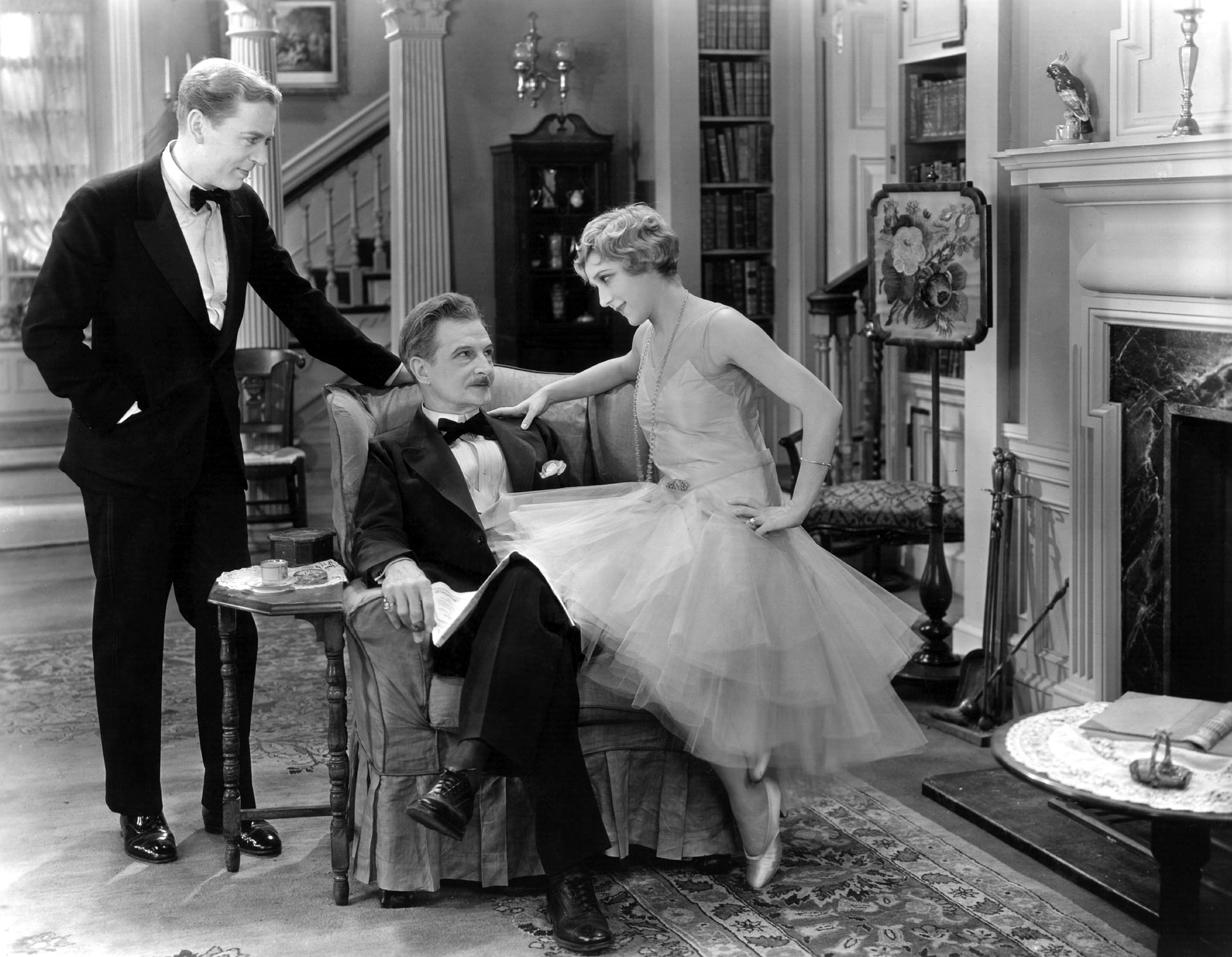
de G. à Dte, Matt Moore, John St. Polis, Mary Pickford

Coquette est un film américain réalisé par Sam Taylor, sorti en 1929.

## Synopsis
Norma Besant, une belle du Sud des États-Unis, tombe amoureuse de Michael Jeffrey, un rude et fier alpiniste. Le père de Norma, un médecin, refuse qu'ils se marient, ordonne à Jeffrey de sortir de chez lui, et, à moitié fou, tire et le tue, afin de préserver la réputation de son nom.

Alors qu'il est en attente de son procès, le docteur Besant se suicide... 

## Fiche technique
- Titre original : Coquette
- Réalisation : Sam Taylor, assisté de Bruce Humberstone
- Scénario : John Grey, Allen McNeil d'après la pièce éponyme de George Abbott et Anne Preston
- Dialogues : Sam Taylor
- Décors : William Cameron Menzies
- Costumes : Howard Greer
- Photographie : Karl Struss
- Montage : Barbara McLean (non crédité)
- Production : Mary Pickford et Sam Taylor
- Société de production : The Pickford Corporation
- Société de distribution : United Artists
- Pays de production :  États-Unis
- Langue originale : anglais
- Format : Noir et blanc — 35 mm — 1,20:1 — son Mono (Movietone)
- Genre : Mélodrame
- Durée : 76 minutes
- Date de sortie :
  - États-Unis : 5 avril 1929 (première à New York)

## Distribution
- Mary Pickford : Norma Besant
- Johnny Mack Brown : Michael Jeffrey
- Matt Moore : Stanley Wentworth
- John St. Polis : Dr John M. Besant
- William Janney : James Besant
- Henry Kolker : le procureur Jasper Carter
- George Irving : Robert Wentworth
- Louise Beavers : Julia (la domestique)
- Robert Homans : l'huissier du tribunal

## Chanson du film
- "Coquette", paroles et musique d'Irving Berlin

## Distinctions
- Oscar de la meilleure actrice pour Mary Pickford

## Autour du film
Coquette est le premier film parlant de Mary Pickford.